# Pfarrkirche Windischgarsten

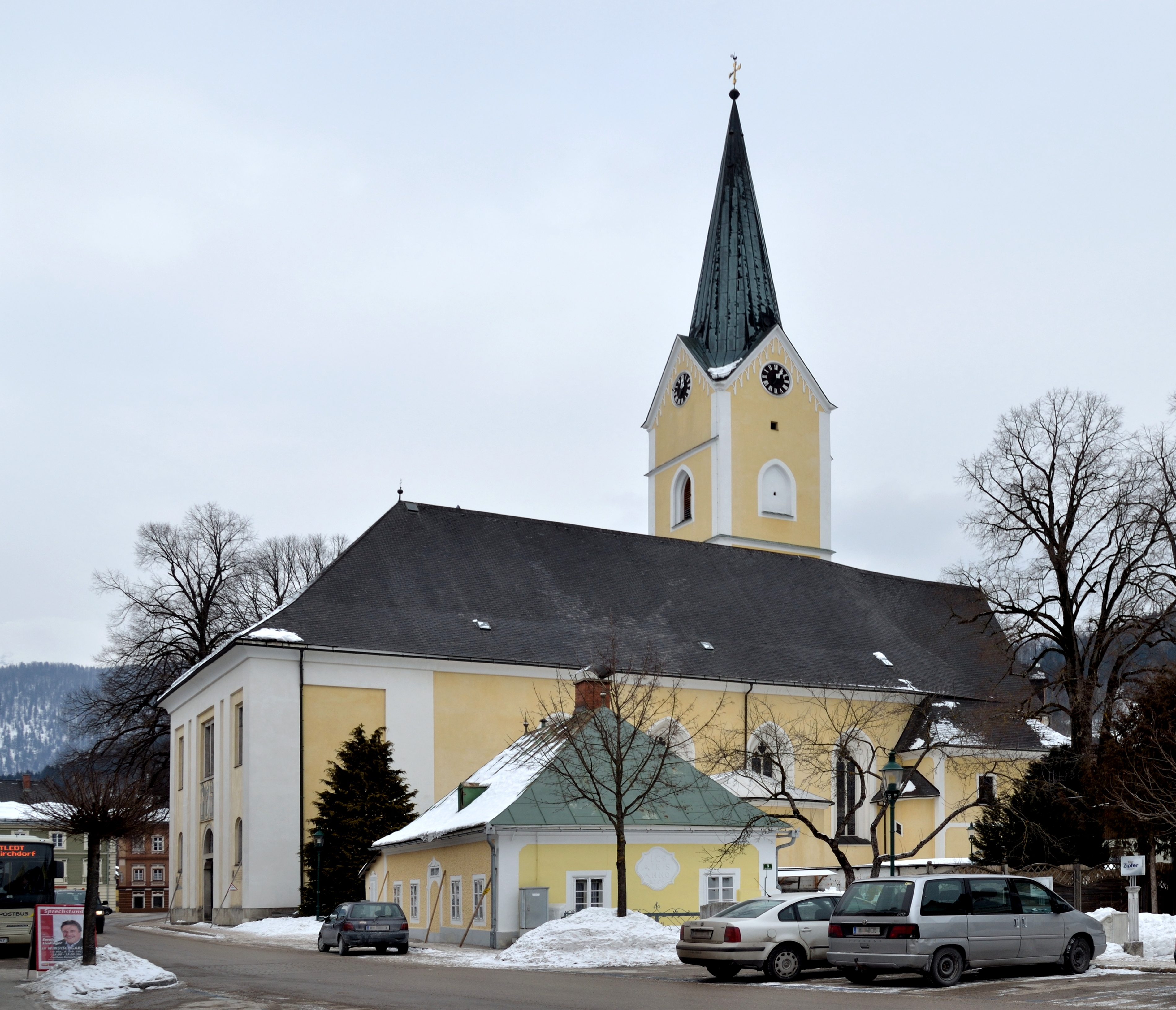
Katholische Pfarrkirche hl. Jakobus in Windischgarsten

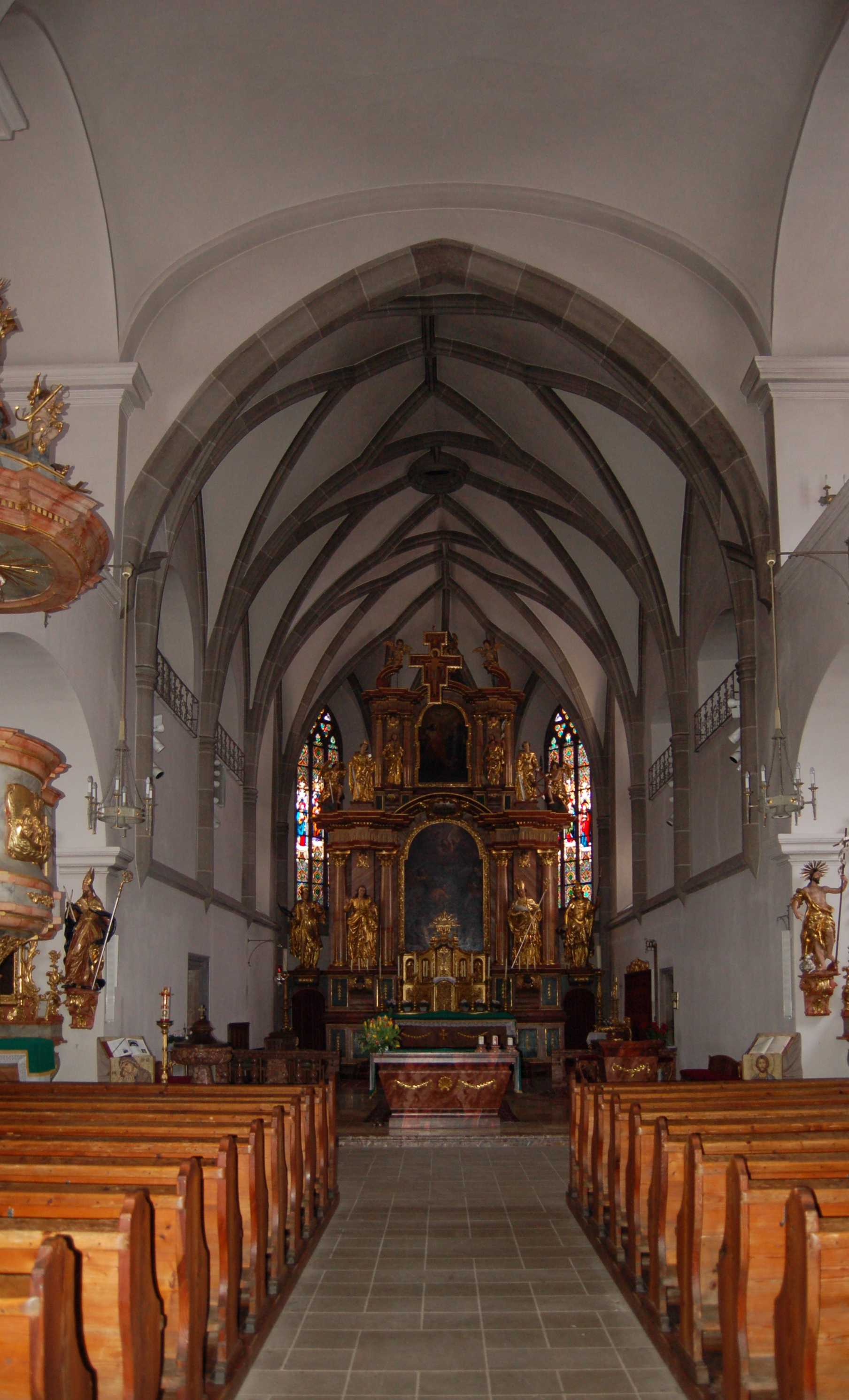
Innenansicht

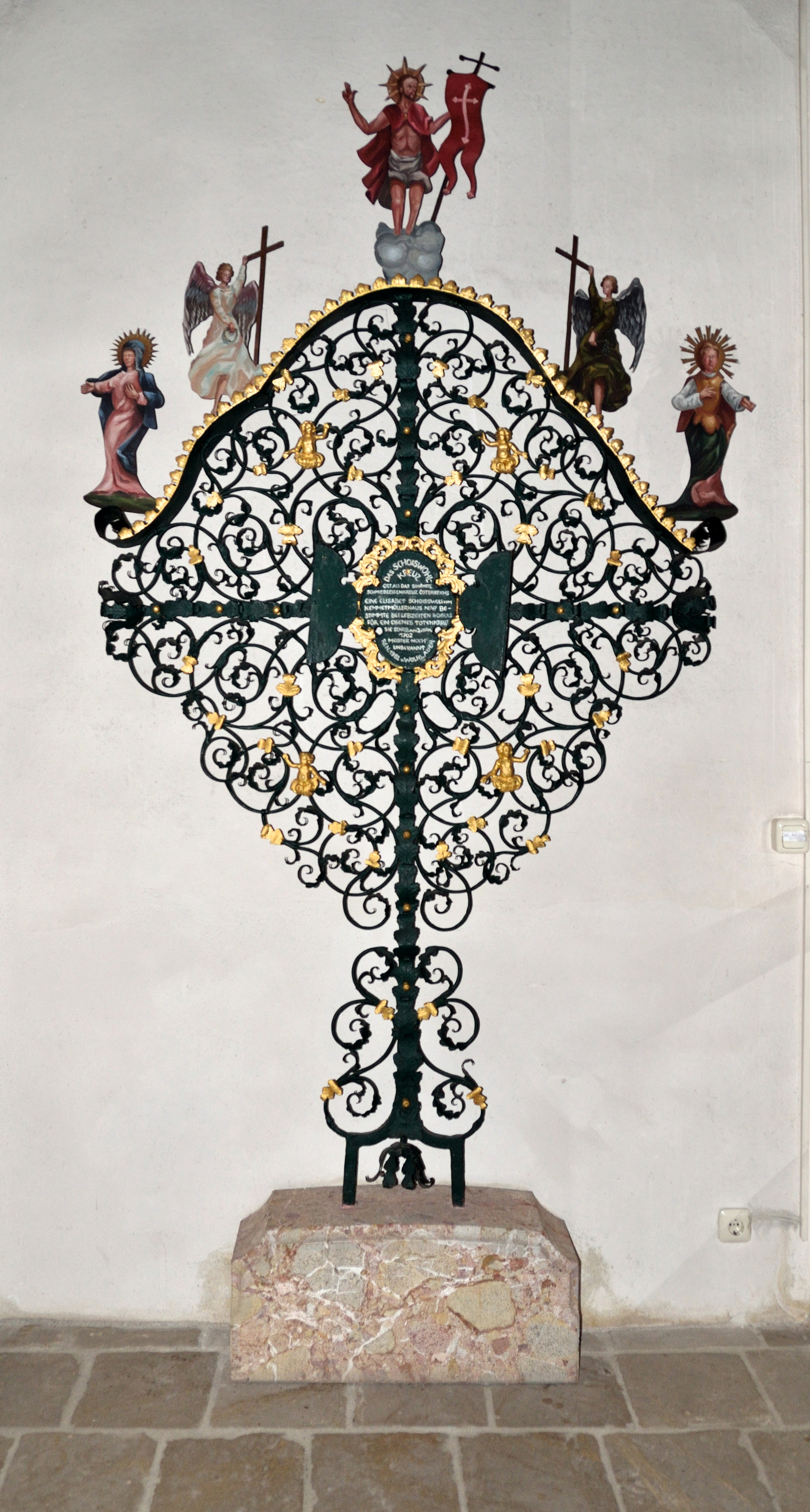
Schoißwohl-Kreuz

Die römisch-katholische Pfarrkirche Windischgarsten steht in der Gemeinde Windischgarsten im Bezirk Kirchdorf in Oberösterreich. Sie ist dem heiligen Jakobus geweiht und gehört zum Dekanat Windischgarsten in der Diözese Linz. Das Bauwerk steht unter Denkmalschutz.

## Geschichte
Eine Kirche in Windischgarsten wurde 1119 erstmals urkundlich erwähnt. Die auf den hl. „Valentin für Pilger“ geweihte bambergische Kirche in der Nähe des heutigen Pfarrhofes entwickelte sich als Filiale von Kirchdorf an der Krems und wurde seit dem 13. Jahrhundert als Filial-Pfarre unter dem Hospital am Pyhrn angesehen.
Auf einer Reise in das Garstnertal im August 1462 weihte der Passauer Weihbischof Sigismund Pirkhan mehrere Kirchen und Altäre, unter anderem in St. Pankraz und in Windischgarsten. Im Zuge dieser Veränderungen wurde St. Jakob die neue Pfarrkirche von Windischgarsten. Die Valentinskirche sank zu einer Nebenkirche herab. 1602 erneuerte die Pfarrgemeinde noch das Kirchendach und ein Kirchenfenster, in Folge verlor sich aber das Interesse und das „Kirchl“ wurde teilweise in das Domizil des Totengräbers umgebaut.
Das heutige Kirchengebäude wurde vom 17. bis zum 19. Jahrhundert oftmals restauriert.

## Kirchenbau

### Kirchenäußeres
Die Kirche ist ein spätgotischer Bau. Im nördlichen Chorwinkel schließt der gotische, 1495 erbaute Kirchturm an die Sakristei an. Der 1870 erneuerte Kirchturm hat einen achtseitigen Spitzhelm. Das Bronzetor wurde 1963 nach dem Entwurf von Peter Dimmel geschaffen.

### Kircheninneres
Die gotische Kirche hat ein einschiffiges Langhaus mit vier Jochen, eingedeckt mit einem Netzrippengewölbe in Form eines sechsteiligen Rautensterns. Der spätgotische dreijochige Chor ist eingezogen und netzrippengewölbt. Er endet in einem 3/8-Schluss. Die Kernmauern des Langhauses sind zum Teil gotisch, wurden jedoch in der Barockzeit umgebaut. Sie weisen breite, zum Teil stark eingezogene Streben auf. Im Erdgeschoß befinden sich Durchgänge, im Obergeschoß Emporen. Beide sind tonnengewölbt. Damit wird eine dreischiffige Wirkung des Langhauses erreicht. Der Mittelteil des Langhauses ist flachhängekuppelgewölbt. Die zweijochige Empore steht in der Verlängerung des Mittelschiffs.

### Ausstattung
Das Bild des Hochaltars im Stil von Johann Karl von Reslfeld zeigt die Enthauptung des heiligen Jakob. Die vier Statuen von 1706 links und rechts des Altarbildes sind gefasst. Um 1770 entstanden die Seitenaltäre im Rokoko-Stil. Die Bilder dieser Altäre hängen in prächtigen Rahmen und stammen von Martin Johann Schmidt oder einem ihm nahestehenden Künstler. Die Ende des 18. Jahrhunderts errichtete Kanzel ist klassizistisch. In der Seitenkapelle befindet sich eine gute Muttergottesstatue aus dem zweiten Viertel des 17. Jahrhunderts. Sie kommt wahrscheinlich aus der Pfarrkirche Spital am Pyhrn. Die übrigen Statuen stammen aus dem 18. Jahrhundert. Im Sterngewölbe des Chorabschlusses hängt ein bemerkenswertes romanisches Kruzifix mit byzantinischen Stilelementen.
Der alte Friedhof um die Kirche enthält schön ausgeführte schmiedeeiserne Grabkreuze aus dem 17. und 18. Jahrhundert. Bemerkenswert ist das „Schoißwohl-Kreuz“ aus der Hand des Spitaler Kunstschmieds Andreas Ferdinand Lindemayr (um 1720), aufgestellt im Inneren der Kirche an der Westwand neben dem Eingang.

### Orgel

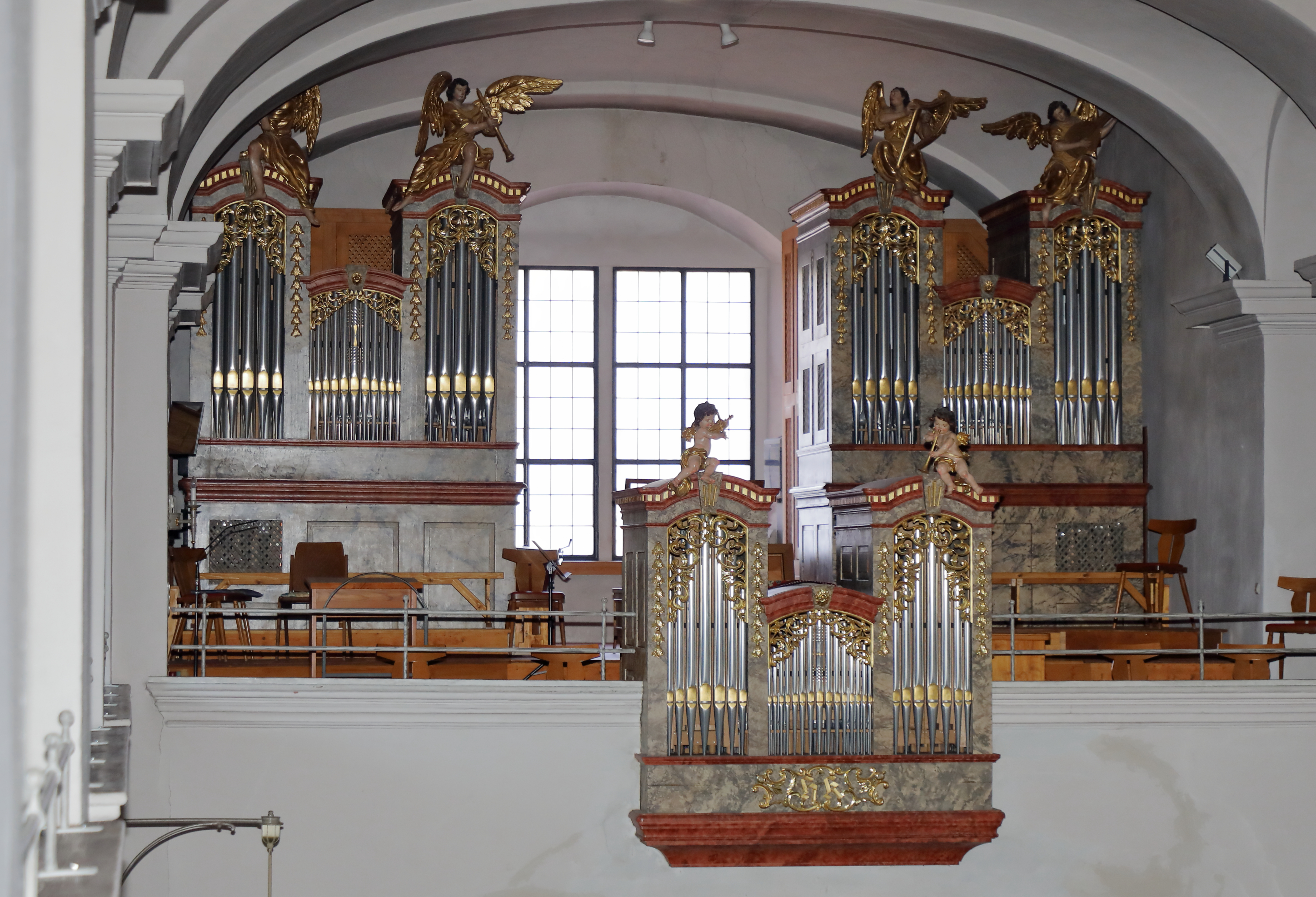
Orgel

Die Orgel, ein Werk von Pflüger Orgelbau aus dem Jahr 1997, befindet sich in einem barocken Gehäuse; laut der Erklärungstafel in der Kirche ist der Orgelprospekt von 1743 und stammt von einem Freistädter Orgelbauer.